# Яльчикский район
Я́льчикский райо́н (чув. Елчĕк районĕ) — административно-территориальная единица в Чувашской Республике Российской Федерации. В границах района образован одноимённый муниципальный округ (в 2004—2022 гг. — муниципальный район).
Административный центр — село Яльчики.

## География
Расположен на юго-востоке Чувашской Республики. Граничит с Республикой Татарстан (Буинский, Апастовский, Кайбицкий районы) на юге, востоке и севере, с Комсомольским районом на западе, с Батыревским на юго-западе. Территория района занимает около 567,2 км².

## Природа
Яльчикский район расположен в пределах Чувашского плато, расчленённое оврагами, густота овражной сети — 0,92 км на км².
Из полезных ископаемых в районе добывают известняк — на Лысогорском (в 1,5 км к юго-западу от деревни Яманчурино) и Карлинское (на левом берегу р. Карлы) месторождениях; глину для Яльчикского кирпичного завода; строительные пески. Имеются источники минеральных вод.
Климат района умеренно континентальный с устойчиво морозной зимой (5 месяцев) и тёплым летом. Средняя температура января −13,6 °C, абсолютный минимум −48 °C, средняя температура июля 19,6 °C, абсолютный максимум 39 °C. За год в среднем выпадает 471 мм осадков, преимущественно в летний период.
Основная река района — Була (левый приток Свияги), на протяжении 20 км протекающая по границе с Татарстаном, с рекой Малой Булой и другими малыми притоками. На реках имеются запруды. Одним из крупных озёр является Белое озеро.
Преобладающий тип почв — выщелоченные чернозёмы, занимающие 70 % площади сельхозугодий. Имеются серые лесные на севере района и дерново-подзолистые на востоке. Леса занимают 4,5 % территории, сельхозугодья — 88 % от общей площади района. В междуречье Булы и Малой Булы сохранились участки степной растительности. Из диких животных здесь обитают тушканчики, сурки, суслики, заяц-русак, ласка, лиса, также через территорию района мигрируют волки, лоси и дикие кабаны. Имеется участок Присурского заповедника, представляющий степной ландшафт.

## Население
| 1993    | 1997    | 2001    | 2002    | 2005    | 2009    | 2010    | 2011    | 2012    |
| ------- | ------- | ------- | ------- | ------- | ------- | ------- | ------- | ------- |
| 27 200  | ↘26 200 | ↘25 300 | ↘25 033 | ↘23 800 | ↘22 621 | ↘20 452 | ↘20 312 | ↘19 814 |
| 2013    | 2014    | 2015    | 2016    | 2017    | 2018    | 2019    | 2020    | 2021    |
| ↘19 297 | ↘18 809 | ↘18 499 | ↘17 950 | ↘17 329 | ↘16 858 | ↘16 293 | ↘15 755 | ↗15 793 |

### Национальный состав
По данным переписи населения 2020 года Яльчикский район мононационален, абсолютное большинство населения — чуваши (96 %), татарскими являются деревни Ишмурзино-Суринск, Новые Бикшики.
| Национальность | Число указавших национальность и доля от населения района |
| -------------- | --------------------------------------------------------- |
| Чуваши         | 96,18 % (15 189)                                          |
| Татары         | 1,37 % (216)                                              |
| Русские        | 1,05 % (166)                                              |

## Территориальное устройство
В рамках административно-территориального устройства, район делился на 9 административно-территориальных единиц — сельских поселений.
В рамках организации местного самоуправления с 2004 по 2022 гг. муниципальный район включал 9 муниципальных образований со статусом сельского поселения, которые к 1 января 2023 года были упразднены и объединены в единый муниципальный округ.
| № | Сельское поселение                  | Административный центр | Количество населённых пунктов | Население (чел.) | Площадь (км²) |
| - | ----------------------------------- | ---------------------- | ----------------------------- | ---------------- | ------------- |
| 1 | Большетаябинское сельское поселение | село Большая Таяба     | 3                             | ↘825             | 53,77         |
| 2 | Большеяльчикское сельское поселение | село Большие Яльчики   | 1                             | ↘1386            | 33,30         |
| 3 | Кильдюшевское сельское поселение    | деревня Кильдюшево     | 7                             | ↘1418            | 70,57         |
| 4 | Лащ-Таябинское сельское поселение   | село Лащ-Таяба         | 7                             | ↘1914            | 88,77         |
| 5 | Малотаябинское сельское поселение   | деревня Малая Таяба    | 6                             | ↘1006            | 53,81         |
| 6 | Новошимкусское сельское поселение   | село Новые Шимкусы     | 7                             | ↘1536            | 71,15         |
| 7 | Сабанчинское сельское поселение     | село Сабанчино         | 6                             | ↘926             | 41,10         |
| 8 | Яльчикское сельское поселение       | село Яльчики           | 6                             | ↘4135            | 64,52         |
| 9 | Янтиковское сельское поселение      | село Янтиково          | 10                            | ↘2250            | 90,21         |

## Населённые пункты
В Яльчикском районе (муниципальном округе) расположено 53 населённых пункта:
| №  | Населённый пункт     | Тип     | Население | Поселение                           |
| -- | -------------------- | ------- | --------- | ----------------------------------- |
| 1  | Адиково              | посёлок | →17       | Лащ-Таябинское сельское поселение   |
| 2  | Апанасово-Темяши     | деревня | ↗404      | Яльчикское сельское поселение       |
| 3  | Апанасово-Эщебенево  | деревня | ↗101      | Сабанчинское сельское поселение     |
| 4  | Аранчеево            | деревня | ↗355      | Большетаябинское сельское поселение |
| 5  | Байглычево           | село    | ↗341      | Янтиковское сельское поселение      |
| 6  | Байдеряково          | село    | ↗899      | Яльчикское сельское поселение       |
| 7  | Белая Воложка        | деревня | ↗270      | Большетаябинское сельское поселение |
| 8  | Белое Озеро          | деревня | ↗217      | Новошимкусское сельское поселение   |
| 9  | Большая Ерыкла       | деревня | ↗73       | Кильдюшевское сельское поселение    |
| 10 | Большая Таяба        | село    | ↗849      | Большетаябинское сельское поселение |
| 11 | Большие Яльчики      | село    | ↘1386     | Большеяльчикское сельское поселение |
| 12 | Избахтино            | деревня | ↗559      | Янтиковское сельское поселение      |
| 13 | Ишмурзино-Суринск    | деревня | ↗344      | Янтиковское сельское поселение      |
| 14 | Карабаево            | деревня | ↘116      | Новошимкусское сельское поселение   |
| 15 | Кильдюшево           | деревня | ↗413      | Кильдюшевское сельское поселение    |
| 16 | Кошки-Куликеево      | деревня | ↗774      | Янтиковское сельское поселение      |
| 17 | Кушелга              | село    | ↗425      | Кильдюшевское сельское поселение    |
| 18 | Лащ-Таяба            | село    | ↗1036     | Лащ-Таябинское сельское поселение   |
| 19 | Малая Ерыкла         | деревня | ↗286      | Сабанчинское сельское поселение     |
| 20 | Малая Таяба          | деревня | ↗747      | Малотаябинское сельское поселение   |
| 21 | Малое Байдеряково    | посёлок | ↗44       | Малотаябинское сельское поселение   |
| 22 | Новое Андиберево     | деревня | ↗336      | Лащ-Таябинское сельское поселение   |
| 23 | Новое Арланово       | деревня | ↗140      | Янтиковское сельское поселение      |
| 24 | Новое Байбатырево    | село    | ↗553      | Новошимкусское сельское поселение   |
| 25 | Новое Байдеряково    | деревня | ↗318      | Лащ-Таябинское сельское поселение   |
| 26 | Новое Булаево        | деревня | ↗314      | Яльчикское сельское поселение       |
| 27 | Новое Изамбаево      | деревня | ↗278      | Янтиковское сельское поселение      |
| 28 | Новое Ищеряково      | деревня | ↗165      | Новошимкусское сельское поселение   |
| 29 | Новое Тинчурино      | село    | ↘625      | Кильдюшевское сельское поселение    |
| 30 | Новое Тойдеряково    | деревня | ↗406      | Яльчикское сельское поселение       |
| 31 | Новое Тоскаево       | посёлок | 0         | Малотаябинское сельское поселение   |
| 32 | Новое Чурино         | деревня | ↗293      | Новошимкусское сельское поселение   |
| 33 | Новое Янашево        | деревня | ↗200      | Янтиковское сельское поселение      |
| 34 | Новопоселенная Таяба | деревня | ↗118      | Малотаябинское сельское поселение   |
| 35 | Новые Бикшики        | деревня | ↗55       | Лащ-Таябинское сельское поселение   |
| 36 | Новые Шимкусы        | село    | ↗822      | Новошимкусское сельское поселение   |
| 37 | Петровка             | посёлок | ↗13       | Малотаябинское сельское поселение   |
| 38 | Полевые Буртасы      | деревня | ↗201      | Новошимкусское сельское поселение   |
| 39 | Полевые Козыльяры    | деревня | ↗133      | Сабанчинское сельское поселение     |
| 40 | Полевые Пинеры       | деревня | ↘224      | Кильдюшевское сельское поселение    |
| 41 | Сабанчино            | село    | ↗542      | Сабанчинское сельское поселение     |
| 42 | Старое Арланово      | деревня | ↗227      | Янтиковское сельское поселение      |
| 43 | Старое Янашево       | деревня | ↗725      | Малотаябинское сельское поселение   |
| 44 | Тораево              | деревня | ↗251      | Сабанчинское сельское поселение     |
| 45 | Тоскаево             | деревня | ↗568      | Яльчикское сельское поселение       |
| 46 | Уразмаметево         | деревня | ↗251      | Сабанчинское сельское поселение     |
| 47 | Шаймурзино           | деревня | ↗219      | Кильдюшевское сельское поселение    |
| 48 | Шемалаково           | село    | ↗665      | Лащ-Таябинское сельское поселение   |
| 49 | Эмметево             | деревня | ↗212      | Кильдюшевское сельское поселение    |
| 50 | Эшмикеево            | село    | ↗225      | Янтиковское сельское поселение      |
| 51 | Яльчики              | село    | ↗2705     | Яльчикское сельское поселение       |
| 52 | Яманчурино           | деревня | ↗702      | Лащ-Таябинское сельское поселение   |
| 53 | Янтиково             | село    | ↗852      | Янтиковское сельское поселение      |

## Экономика
Яльчикский район в основном сельскохозяйственный: 67 % валовой продукции приходится на сельскохозяйственное производство. Специализация района — зерново-овощеводческая (58 % сельхозпродукции приходится на долю растениеводства и 42 % — на долю животноводства). Выращивают зерновые, картофель, овощи открытого грунта, хмель, ведётся мясо-молочное скотоводство, овцеводство, пчеловодство. В целом на долю Яльчикского района приходится более 5 % сельскохозяйственной продукции республики.
Промышленность представлена в основном переработкой сельскохозяйственной продукции. В районе производят хлебобулочные изделия, крахмал, масло, сыр, колбасы и др. Крупные предприятия сосредоточены в районном центре. Имеется цех художественного ткачества по изготовлению трикотажных изделий. В районе действует филиал Чебоксарского машиностроительного завода в Новых Шимкусах.

## Транспорт
Весь объём грузовых и пассажирских перевозок осуществляется автомобильным транспортом. Основу автомобильных дорог составляют автомагистрали «Чебоксары—Ибреси—Яльчики»; «Комсомольское—Яльчики—Буинск».

## Известные люди района
- Волков, Геннадий Никандрович (Академик)
- Андреев, Семён Алексеевич (Герой Советского Союза)
- Беляев, Александр Филиппович (Герой Советского Союза)
- Иванов, Николай Петрович (артиллерист) (Герой Советского Союза)
- Емельянов, Георгий Иванович (Герой Социалистического Труда)
- Зайцев, Василий Васильевич (Герой Социалистического Труда)
- Андреев, Владимир Васильевич (Спортсмен)
- Игнатьев, Ардалион Васильевич (Спортсмен)
- Петров, Николай Алексеевич (Герой Российской Федерации)